# 天门增十一
室女座73，又名BD-17 3877，HD 117661、SAO 157987、HR 5094，是室女座的一颗恒星，视星等为6.01，位于銀經316.15，銀緯43.1，其B1900.0坐标为赤經13h 26m 39.1s，赤緯-18° 43.1′ 48″。